# Xã WaKeeney, Quận Trego, Kansas
Xã WaKeeney (tiếng Anh: WaKeeney Township) là một xã thuộc quận Trego, tiểu bang Kansas, Hoa Kỳ. Năm 2010, dân số của xã này là 2.254 người.